# شتاوة
الشتاوة ضرب من الشِعْر المعروف في شرق ليبيا (برقة)و غرب مصر في (مطروح)، وهي لون من ألوان الأدب الشعبي يقام في الأعراس والمناسبات المختلفة و تقال عادة بعد المجرودة وتبدأ ببيت من الشعر الخفيف من شطرين بحيث تأخذ المجموعة الأولى الشطر الأول والمجموعة الثانية الشطر الثاني وتؤدى على ايقاع التصفيق بالكفوف.

## أمثلة للشتاوة
عينك عين اللى بجنحته *** رفرف دار عجاجة تحته
أنت عينك عين اللى *** نزل شال الصيد بالاثنين
عينك عين اللى بكمبيله *** رفرف وين رماه قتيله
اظهر يابو كم عراضى *** كانك ع الصفاقة راضى
متكزيش اللى قدامك *** جيرانك وولاد عمامك
اللى جبنونة كى القمر *** علينا ياعينى خاطر
حشيشة عندى فيه طلال *** كشكا قاموه العقال
اظهر يابو كم عراضى *** كانك ع الصفاقة راضى
كان غتيتك ماظميتى *** رانك بالعين انظريتى